# Franciszek Ksawery Zboiński
Franciszek Ksawery Zboiński herbu Ogończyk (ur. 12 sierpnia 1751, zm. 16 stycznia 1818 w Kikole) – senator-wojewoda Królestwa Kongresowego w 1816, senator-kasztelan Księstwa Warszawskiego w 1812, prezes Izby Głównej Obrachunkowej w 1811, szambelan Stanisława Augusta Poniatowskiego w 1776, kasztelan płocki w 1790, kasztelan raciąski w latach 1777-1790, podkomorzy płocki.
Od 1798 hrabia pruski. W 1791 roku odznaczony Orderem Orła Białego, w 1778 został kawalerem Orderu Świętego Stanisława.